# Ptyodactylus ragazzii
Ptyodactylus ragazzii (сахельський віялопалий гекон) — вид геконоподібних ящірок родини Phyllodactylidae. Мешкає в Африці. Вид названий на честь італійського лікаря Вінченцо Рагацці (1856–1929)

## Поширення і екологія
Сахельські віялопалі гекони широко поширені в Сахелі, від Малі до Судана, Еритреї і Сомалі, трапляються в суданських саванах та в Сахарі. Вони живуть в саванах і напівпустелях, трапляються у ваді та серед скель, на висоті до 2500 м над рівнем моря. Відкладають яйця.